# Serge Martinez
Ne doit pas être confondu avec Jean-Claude Martinez.
Serge Martinez, né le 9 avril 1944 à Oran, est un chef d'entreprise et homme politique français.

## Biographie

### Origines
Serge Martinez est d'origine pied-noire.

### Carrière politique
Il passe brièvement au Rassemblement pour la République, avant d'adhérer au Front national en 1987.
Au FN, Serge Martinez occupe plusieurs fonctions d'appareil, devenant responsable des ressources humaines du parti, de la gérance du siège et de diverses questions logistiques. Il est également à partir de 1994 responsable de la fédération du Gard, et conseiller régional du Languedoc-Roussillon. Il est enfin conseiller municipal de Nîmes de 1995 à 2001.
En 1998, il prend le parti de Bruno Mégret lors de la scission du Front national, et rejoint le Mouvement national républicain. 
Il est candidat sous ses couleurs aux élections européennes de 1999. Il est secrétaire général du parti de janvier à novembre 1999, puis vice-président jusqu'en 2000.

### Carrière professionnelle
Serge Martinez est d'abord patron d'une entreprise de maintenance informatique, qu'il revend pour 60 millions de francs.
Il est un temps patron de presse, ayant racheté l'hebdomadaire Minute, qu'il rebaptise Minute-La France; il doit cependant revendre le journal trois ans plus tard, faute de succès de ventes de la nouvelle formule.

### Vie privée
Il revendique son athéisme.

## Ouvrages
- Ce que j'en pense, Paris, SEM, 1991, 204 p. (ISBN 2-9506207-0-1, BNF 35480822)